# آویز کت
آویز کت (انگلیسی: Hatstand) ابزاری است که برای نگهداری کلاه و اغلب کت‌ها و چترها در داخل آن استفاده می‌شود. آویز کت اغلب به مجموعه ‌ای از قلاب‌ها اشاره دارد که به دیوار متصل می‌شوند. این ابزار معمولاً از چوب ساخته شده و حداقل ۵ فوت (۱.۵ متر) ارتفاع دارد.

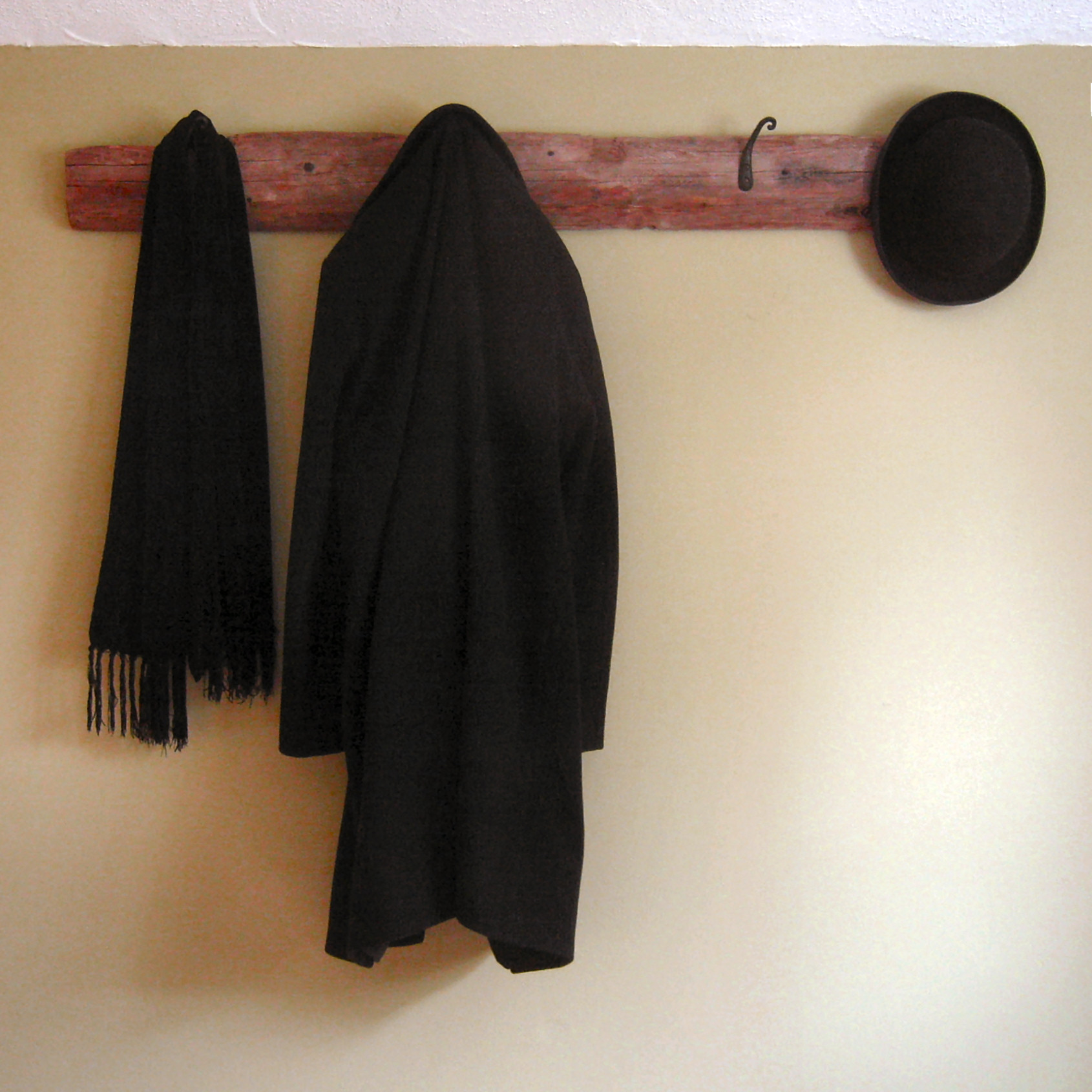
نمونه‌ای از آویز کت